# The Horror Show at Extreme Rules
The Horror Show at Extreme Rules 2020 è stata la dodicesima edizione dell'omonimo evento in pay-per-view (noto semplicemente come Extreme Rules) prodotto annualmente dalla WWE. L'evento si è svolto il 19 luglio 2020 al Performance Center di Orlando (Florida).
La location inizialmente doveva essere il SAP Center di San Jose (California), ma a causa della pandemia di COVID-19 e delle misure necessarie per farvi fronte l'evento si è svolto con la sola presenza del personale WWE autorizzato al Performance Center di Orlando   (Florida).

## Storyline
Il 14 giugno, a Backlash, Drew McIntyre ha difeso con successo il WWE Championship contro Bobby Lashley. Nella puntata di Raw del 22 giugno McIntyre ha avuto un confronto con l'ex-amico Dolph Ziggler, appena giunto a Raw, il quale ha chiesto un match per il WWE Championship ad Extreme Rules, con McIntyre che ha accettato (attualmente, tuttavia, non è noto in quale stipulazione si affronteranno i due).
Nella puntata di Raw del 22 giugno la SmackDown Women's Champion Bayley e Sasha Banks hanno difeso con successo il Women's Tag Team Championship contro le IIconics; successivamente, la Banks ha sfidato Asuka per il Raw Women's Championship a Extreme Rules, con la campionessa giapponese che ha accettato.
Nella puntata di SmackDown del 26 giugno Nikki Cross ha vinto un Fatal 4-Way match contro Alexa Bliss, Dana Brooke e Lacey Evans, diventando la contendente n°1 allo SmackDown Women's Championship di Bayley per Extreme Rules.
Il 10 maggio, a Money in the Bank, Braun Strowman ha difeso con successo lo Universal Championship contro Bray Wyatt, nonostante questi avesse cercato di confonderlo e indurlo a riunirsi a lui nella Wyatt Family. Dopo aver difeso con successo il titolo in 2-on-1 Handicap match contro John Morrison e The Miz a Backlash, nella successiva puntata di SmackDown Strowman ha avuto nuovamente un confronto con Bray Wyatt, dove questi è apparso nelle sue vesti di leader della Wyatt Family. Successivamente, è stato annunciato che Strowman e Wyatt si sarebbero affrontati ad Extreme Rules in uno Wyatt Swamp Fight non valevole per l'Universal Championship.
Nella puntata di Raw dell'11 maggio Aleister Black e Rey Mysterio hanno sconfitto Murphy e Seth Rollins, ma al termine dell'incontro Rollins ha brutalmente attaccato Mysterio, ferendolo ad un occhio tramite i gradoni d'acciaio (kayfabe). Successivamente, Mysterio ha iniziato ad apparire solo tramite video registrati o in diretta, supportato dal figlio Dominick, e con una copertura all'occhio destro sulla maschera. Dopo varie settimane, supportati da Aleister Black e Humberto Carrillo, Mysterio e Dominick hanno battagliato con la Rollinsology di Rollins, Murphy e Austin Theory, e nella puntata di Raw del 6 luglio Mysterio e Kevin Owens hanno sconfitto Murphy e Rollins, con la stipulazione che il team vincente avrebbe scelto la stipulazione del match tra Mysterio e Rollins per Extreme Rules: Mysterio, infatti, ha scelto un Eye for an Eye match, per vendicarsi della ferita subita all'occhio destro.
Nella puntata di Raw del 15 e del 22 giugno lo United States Champion Apollo Crews ha sconfitto Shelton Benjamin in un match non titolato, e poco prima era stato punzecchiato da MVP e da Bobby Lashley, con il primo che ha cercato di farlo entrare nella sua stable. Nella puntata di Raw del 29 giugno MVP ha sconfitto Crews in un match non titolato. Nella puntata di Raw del 6 luglio MVP ha presentato il nuovo design della cintura statunitense, autoproclamandosi il nuovo campione degli Stati Uniti, ed ha annunciato che affronterà Apollo Crews ad Extreme Rules con in palio lo United States Championship.
Nella puntata di SmackDown del 12 giugno Cesaro e Shinsuke Nakamura hanno sconfitto Big E e Kofi Kingston, detentori dello SmackDown Tag Team Championship, in un match non titolato. Nella puntata di SmackDown del 10 luglio Cesaro e Nakamura hanno affrontato Big E e Kofi Kingston del New Day per lo SmackDown Tag Team Championship ma il match è terminato in no-contest. Nella puntata di SmackDown del 17 luglio Cesaro ha sconfitto Big E, e subito dopo è stato annunciato che il New Day dovrà difendere i titoli di coppia di SmackDown contro Cesaro e Nakamura ad Extreme Rules in un Tables match.

## Risultati
| #       | Match                                                                             | Stipulazioni                                                     | Durata |
| ------- | --------------------------------------------------------------------------------- | ---------------------------------------------------------------- | ------ |
| Kickoff | Kevin Owens ha sconfitto Buddy Murphy                                             | Single match                                                     | 8:55   |
| 1       | Cesaro e Shinsuke Nakamura hanno sconfitto il New Day (c) (con Xavier Woods)      | Tables tag team match per il WWE SmackDown Tag Team Championship | 10:25  |
| 2       | Bayley (c) (con Sasha Banks) ha sconfitto Nikki Cross (con Alexa Bliss)           | Single match per il WWE SmackDown Women's Championship           | 12:20  |
| 3       | Seth Rollins ha sconfitto Rey Mysterio                                            | Eye for an eye match                                             | 18:05  |
| 4       | Asuka (c) (con Kairi Sane) vs. Sasha Banks (con Bayley) è terminato in no-contest | Single match per il WWE Raw Women's Championship                 | 20:00  |
| 5       | Drew McIntyre (c) ha sconfitto Dolph Ziggler                                      | Extreme rules match per il WWE Championship                      | 15:25  |
| 6       | "The Fiend" Bray Wyatt ha sconfitto Braun Strowman                                | Swamp fight match                                                | 18:00  |